# آل محواء (مكيراس)

تعديل مصدري - تعديل

ال محواء هي إحدى قرى عزلة مكيراس بمديرية مكيراس التابعة لمحافظة البيضاء، بلغ تعداد سكانها 38 نسمة حسب تعداد اليمن لعام 2004.